# Almindelig hyacint
Almindelig hyacint (Hyacinthus orientalis) eller blot Hyacint er en løgplante med en grundstillet bladroset og en opret stængel. Arten var oprindeligt udbredt i det sydlige Tyrkiet og det vestlige Syrien. Planten dyrkes og er kendt for sin kraftige duft.

## Beskrivelse
Stænglen er tyk og hårløs, ofte rødligt farvet. Bladene er linjeformede med hel rand, parallelle ribber og en bådformet spids. Begge bladsider er ensartet lysegrønne. Den oprette stængel bærer en endestillet blomsterstand i april-maj. De enkelte blomster er regelmæssige og 3-tallige. De seks sammenvoksede blosterblade danner et rør med de frie spidser som en skålformet krave. Kronbladene er (hos den vilde form) blålilla eller hvide. Frugterne er kapsler med mange frø
Rodnettet består af et løg med en tæt masse af grone trævlerødder, der bryder frem af løgets nederste del. Planten kan både formere sig ved dannelse af sideløg og ved frø.
Højde x bredde og årlig tilvækst: 0,25 x 0,20 m (25 x 20 cm/år).

## Hjemsted
Arten var oprindeligt udbredt i det sydlige Tyrkiet og det vestlige Syrien. Senere har den spredt sig fra dyrkning og er nu naturaliseret i bl.a. Frankrig, Italien og Grækenland. Arten findes på kalkbjerge i 400-1.600 m højde, hvor den vokser på sætere og i krat. 
I nationalparken på bjerget Başkonuş i Kahramanmaraş-provinsen, Tyrkiet, (dvs. i det område, som tidligere blev kaldt Kilikien) vokser arten i 1.300 m højde på brun skovjord sammen med bl.a. alm. humlebøg, alm. taks, calabrisk fyr, frynseeg, græsk jordbærtræ, kilikisk ædelgran, kirsebærkornel, libanonceder, Lonicera caucasica (en art af gedeblad), mannaask, orientalsk avnbøg, orientalsk bøg, rød kornel, rødel, tarmvridrøn og tyrkisk sortfyr

## Anvendelse
Hyacinter har traditionelt været brugt til tidlig drivning af løg i særlige ”hyacintglas”. Nu er de ved at blive juleplanter i Danmark, hvor man begynder at kunne købe forspirede løg i butikkerne i løbet af november , som så kan sættes til blomstring indendørs. Når de er afblomstrede, kan man så gemme løget og sætte det ud i haven. De dyrkede hyacinter fås i mange sorter og i farverne rød, blå, lilla og hvid.

## Underarter
Hyacinthus orientalis subsp. orientalis – i  det sydlige Tyrkiet og det vestlige Syrien
Hyacinthus orientalis subsp. chionophilus – ved snegrænsen i det centrale Tyrkiet og i Syrien
| Portal | Portal:Botanik |

## Note
1. ↑  Ömer Varol: Flora of Baskonus Mountain Arkiveret 30. december 2005 hos  Wayback Machine (engelsk)
2. ↑  www.doa.gov.tr: Mahmut D. Avşar: Kahramanmaraş – Başkonuş dağinda varliği oldukça azalan odunsu taksonlar ve  alinabİlecek sİlvİkültürel önlemler (tyrkisk)